# Vrachttram

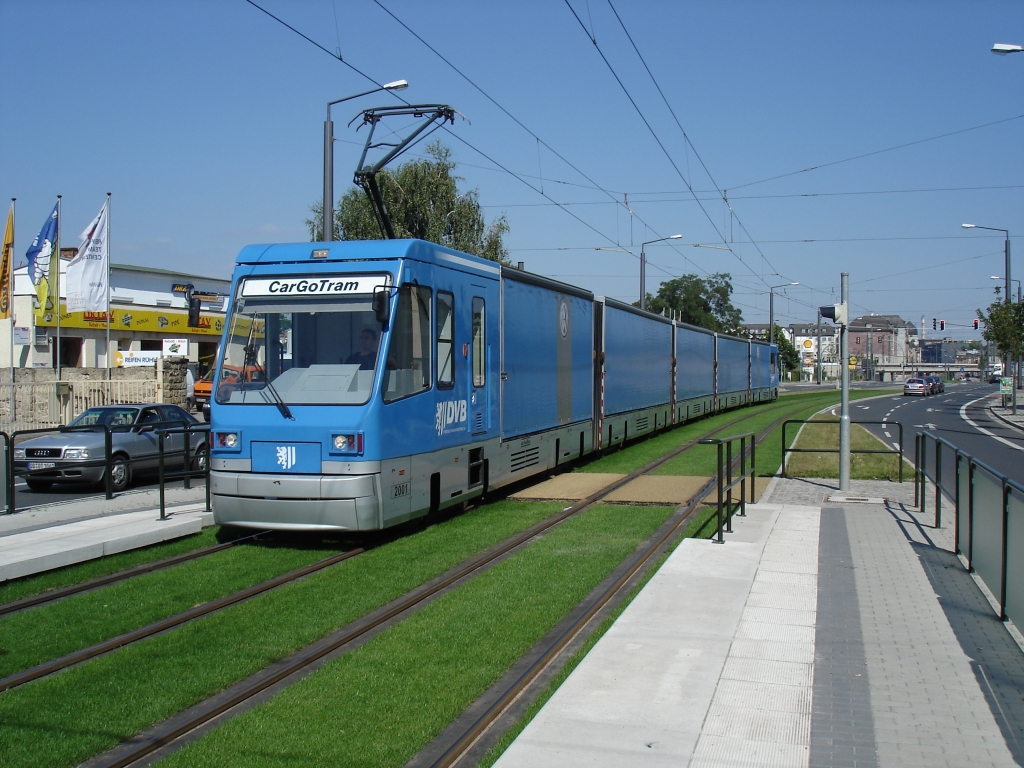
De VW CarGoTram in Dresden

Een vrachttram is een tram die speciaal bedoeld is voor het transport van vracht binnen stedelijk gebied. 

## Gerealiseerde vrachttrams

### Dresden
Van 2001 tot 2021 reed in de Duitse stad Dresden een tram die onder de naam 'CarGoTram' auto-onderdelen vervoerde tussen een goederenterminal en de Gläserne Manufaktur van Volkswagen in die stad.

### Zürich
In de Zwitserse stad Zürich startte in 2003 een Cargotram voor het transport van grofvuil vanaf diverse locaties in de stad. 

### Den Haag
Van 1927 tot 1974 reed de HTM in Den Haag met twee elektische locomotieven met goederenwagens over een deel van lijn 11. Een van de twee locomotieven is behouden gebleven.

### Arnhem
Tussen 1918 en 1925 verzorgde de GETA (Arnhemse tram) grootschalig zandvervoer met speciaal materieel (waaronder 12 vierassige Siemens-lokomotieven)  over speciale tramroutes bij afgravingen ten behoeve van nieuwbouwwijken aan de noordkant van de stad en industrielocaties in de buurt van de Rijn.

## Proefprojecten

### Frankfurt
Vanaf 2018 werden er in Frankfurt proeven gedaan met vrachtrams (Duits: Gütertram). Bij dit project worden speciale containers overgeladen op elektrische bakfietsen. Een nieuwe proef (onder de nieuwe naam LastMileTram), met opnieuw een verbouwde tram (type P) is in 2024 gestart.

### Amsterdam
In 2005 werd in Amsterdam het voorstel gelanceerd om op het tramnet een vrachttram in te zetten. Deze was bedoeld voor bevoorrading van winkels en bedrijven. Daardoor zou het aantal vrachtauto’s in de stad beperkt kunnen worden. De vracht wordt hierbij aan de rand van de stad overgeladen van vrachtauto op vrachttram, in de binnenstad wordt de vracht dan met kleine elektrische wagentjes - die tot maximaal 2000 kg goederen per keer kunnen transporteren - verder vervoerd tot op de plaats van bestemming. Aangezien veel bedrijven niet aan een tramlijn liggen en voorts het passagiersvervoer niet te veel hinder mag ondervinden is voor deze wijze van transport gekozen. 
In november 2006 besloot de Gemeente Amsterdam tot het uitvoeren van een proef. In eerste instantie werd door CityCargo als proef in maart 2007 gedurende vier weken met twee omgebouwde personentrams (gelede wagens 783 en 801) gereden tussen De Aker (eindpunt lijn 1), het Frederiksplein en de Plantage Parklaan.

#### Het plan
Beide vrachttrams van het bedrijf CityCargo zouden vrachtauto's vervangen voor het goederenvervoer naar het centrum van Amsterdam. De vrachtauto's zouden tot de rand van de stad rijden en worden gelost bij distributiecentra aan de rand van de stad. Het eerste distributiecentrum zou in de Aker (Osdorp) komen. De vrachttram zou op zo'n 15 loslocaties gelost worden op elektrische wagentjes. Deze laatste zouden voor de verdere distributie in de stad zorgen. Het personenvervoer zou geen hinder ondervinden: men nam aan dat de vrachttrams achter de personentrams aan zouden rijden, in plaats van andersom. De loslocaties zouden zich bevinden op een apart spoor dat niet in gebruik is door het personenvervoer. Het experiment vond gedurende vier weken plaats van 7 maart tot 3 april 2007. In juli 2007 besloot de Stadsregio Amsterdam om vanaf de tweede helft van 2008 vrachttrams van CityCargo te laten rijden op het Amsterdamse tramnet.  De verwachte voordelen waren: minder uitstoot van uitlaatgassen, minder oponthoud door stilstaande vrachtwagens en een grotere veiligheid.

#### Prijzen
Op 26 mei 2007 werd het plan van CityCargo op de Derde Groene Bilderbergconferentie gekozen tot het meest duurzame project. Ook behoorde CityCargo op 29 september 2007 tot de vijf finalisten van de Green Challenge Award. Wel suggereerde miljardair Sir Richard Branson, eigenaar van Virgin Group, bij deze gelegenheid dat hij mogelijk wilde investeren in het project.

#### Uitstel en afstel
In september 2008 maakte CityCargo bekend dat uitvoering van het project werd uitgesteld tot zeker het najaar van 2009. De kosten zouden 1,2 miljoen euro hoger zijn dan aanvankelijk begroot, zodat CityCargo 5,6 miljoen euro zou moeten zien te vinden voor het bouwen van loslocaties en sporen. Private financiers waren niet bereid daarin te investeren, omdat de gemeente Amsterdam eigenaar was van de tramsporen. Omdat uitdrukkelijk werd afgesproken dat de gemeente geen bijdrage zou leveren aan de financiering, verkeerde het project in een impasse. Op 22 december 2008 vroeg CityCargo het faillissement aan.